# StreetDance 2
Série
StreetDance 3D
(2010)
Pour plus de détails, voir Fiche technique et Distribution.
StreetDance 2 est un film de danse germano-britannique de Max Giwa et Dania Pasquini sorti en 2012. C'est la suite de StreetDance 3D sorti en 2010.

## Synopsis
Pour battre la meilleure équipe de Break dance du monde, Ash, un « street dancer » exceptionnel, et Eddie partent à la recherche des meilleurs danseurs dans toute l'Europe. Ils découvrent des personnalités et des styles tous plus surprenants et variés les uns que les autres. À Paris, Ash rencontre la sublime danseuse de salsa, Eva. Ash va alors découvrir la puissance d'une danse en duo…

## Fiche technique
- Réalisation : Max Giwa et Dania Pasquini
- Scénario : Jane English
- Musique :
- Photographie : Sam McCurdy
- Montage : Tim Murrell
- Décors : Richard Bullock
- Costumes : Andrew Cox
- Direction artistique : Alex Marden
- Production : Allan Niblo et James Richardson

Producteur délégué : Charles Salmon
Coproducteurs : Henning Ferber, Maria Grazia Vairo et Marcus Welke
- Sociétés de production : Vertigo Films, BBC Films, BFI, Square One Entertainment, Deutsche Filmförderfonds, Film1 et Eagle Pictures
- Distribution :

 Italie : Eagle Pictures
 France : Metropolitan Filmexport
 Canada : E1 Films
- Pays d'origine : Allemagne et Royaume-Uni
- Genre : Film de danse
- Durée : 85 minutes
- Format : Couleur - 1.85:1- 3D
- Dates de sortie[1] :

 Royaume-Uni : 30 mars 2012
 France : 9 mai 2012

## Distribution
- Falk Hentschel (VF : Emmanuel Garijo et VQ : Guillaume Champoux[2]) : Ash
- George Sampson (VF : Alexis Tomassian et VQ  : Nicolas Bacon) : Eddie
- Sofia Boutella (VF : Angèle Humeau et VQ : Annie Girard) : Eva
- Tom Conti (VF : Patrick Raynal et VQ : Denis Gravereaux) : Manu
- Brice Larrieu "Skorpion" (VF : Lui-même) : Skorpion
- Samuel Revell (VF : Gilles Toutirais et VQ : Gabriel Lessard) : Tino
- Elisabetta di Carlo (VF : Alisa Alessandro et VQ : Pascale Montreuil) : Bam-Bam
- Delphine Nguyen (VF : Elle-même et VQ : Catherine Hamann) : Yoyo
- Stephanie Nguyen "Lil Steph" (VF : Marie Facundo et VQ : Ariane-Li Simard-Côté) : Steph
- Niek Traa (VF : Donald Reignoux) : Legend
- Terabyte Kaito : Masai
- Akai Osei-Mansfield (VQ : Nicolas DePasillé-Scott) : Junior
- Lilou (VF : Christophe Peyroux et VQ : Kevin Houle) : Ali
- Ndedi Ma-Sellu (VF : Lui-même) : Killa
- Maykel Fonts (VF : Gunther Germain) : Lucien
- Anwar Burton (VF : Namakan Koné) : Vince

Source et Légende doublage : VF = Version Française

## Bande originale
1. Go In Go Hard Ft Wretch 32 - Angel
2. Domino - Jessie J
3. High & Low - Sunday Girl
4. Rockstar - Dappy
5. Who Says You Can't Have It All - Dionne Bromfield
6. Invincible - Anwar 'Fliistylz' Burton
7. Rack City - Tyga
8. Bow Wow Wow Ft Chipmunk - Bodyrox
9. Superbass - Nicki Minaj
10. Mama Do The Hump - Rizzle Kicks
11. The Motto Ft Lil Wayne - Drake
12. Troublemaker - Taio Cruz
13. Bright Lights Ft Pixie Lott - Tinchy Stryder
14. Burning Benches - Morning Runner
15. Unorthodox Ft Example - Wretch 32
16. Apache - Incredible Bongo Band
17. Midnight Caller - Chase & Status
18. Bass Down Low Static Avenger Remix - Dev
19. Together - Herve
20. Hold On - Skepta
21. Baudelaires Tango - Lloyd Perrin & Jordan Crisp
22. Catacombs Remix - Lloyd Perrin & Jordan Crisp
23. Cuba 2012 Dj Rebel Streetdance 2 Remix - Latin Formation
24. Agua Remix - Los Van Van
25. Ride My Beat - Polluted Mindz